# Aspilapteryx seriata
Aspilapteryx seriata là một loài bướm đêm thuộc họ Gracillariidae. Loài này có ở Nam Phi.